# Ella Lingens
Ella Lingens-Reiner (Wenen, Oostenrijk-Hongarije, 18 november 1908 - 30 december 2002) was een Oostenrijkse juriste en arts die als tegenstander van het nationaalsocialisme van 1943 tot 1945 in verschillende concentratiekampen zat. In 1980 kreeg zij van Yad Vashem de eretitel Rechtvaardige onder de Volkeren.

## Leven
Ella Lingens studeerde geneeskunde en rechten aan de Ludwig Maximilians-Universiteit in München, de Philipps-Universiteit in Marburg en de Universiteit van Wenen. Zij was getrouwd met de Duitse arts Kurt Lingens, die al in 1933 wegens zijn lidmaatschap van een antifascistische studentengroep van alle Duitse universiteiten was uitgesloten.
Na de Anschluss van Oostenrijk bij nazi-Duitsland in maart 1938 overlegde het paar of ze zouden emigreren of in Oostenrijk zouden blijven, en of het mogelijk was te blijven zonder medeschuldig te worden. Ze besloten voorlopig nog niet te emigreren.
In de maanden na 12 maart 1938 hielpen ze Joodse medestudenten van Ella Lingens te emigreren. Tijdens de Kristallnacht verborgen ze in hun huis aan de rand van Wenen tien Joodse families. Andere Joodse mensen werden door het paar geholpen om naar Hongarije te vluchten; verschillende van hen werden voorlopig in huis genomen en Kurt en Ella Lingens ondersteunden de ouders van vertrokken vrienden met levensmiddelen.
In de zomer van 1942 begonnen de omvangrijke deportaties van de nog in Wenen verblijvende Joden. Sommigen wendden zich tot het echtpaar Lingens om hulp. In de zomer van 1942 verzocht de Poolse ondergrondse, waarmee ze contact hadden, Ella en Kurt Lingens twee joodse echtparen bij hun vlucht te helpen. Ze namen een paar in huis en vonden een onderduikadres voor het andere paar. Met hulp van een tussenpersoon zouden de echtparen naar Zwitserland gebracht worden. Deze tussenpersoon, een vroegere acteur genaamd Klinger, was echter een politiespion van de Gestapo, die de vluchtelingen op 4 september 1942 in Feldkirch aan de autoriteiten verried en hun helpers verklikte. Ella en Kurt Lingens werden op 13 oktober 1942 gearresteerd en in het Weense hoofdkwartier van de Gestapo in het voormalige Hotel Metropol aan de Morzinplatz gevangengezet. Kurt Lingens werd naar een strafcompagnie in Rusland gestuurd.

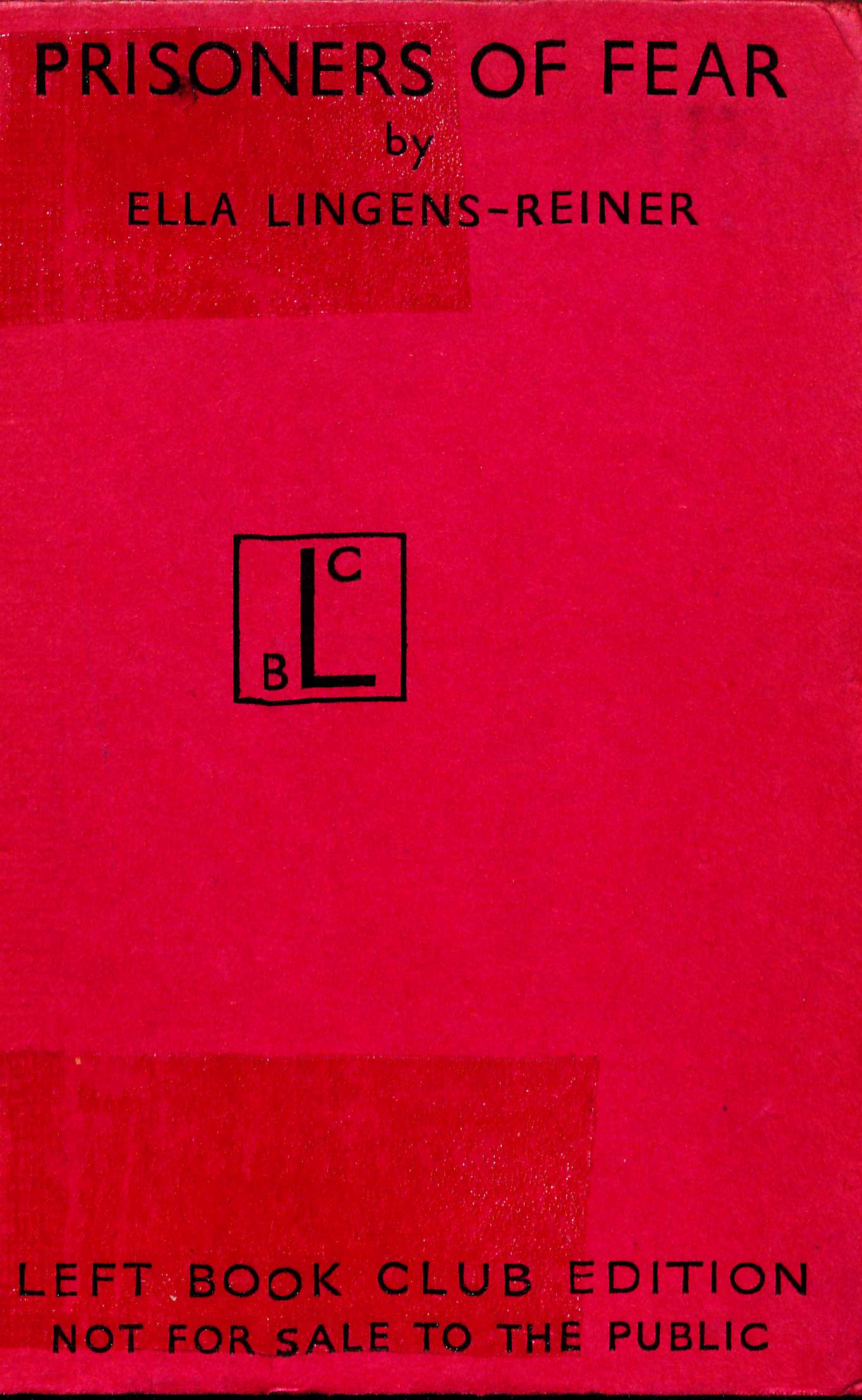
Ella Lingens-Reiner: Prisoners of Fear (1948)

Ella Lingens werd vervolgens vier maanden in de Gestapo-gevangenis in Wenen opgesloten en herhaaldelijk verhoord. In februari 1943 werd ze naar Auschwitz gedeporteerd. Hoewel zij als arts een bevoorrechte positie had, zette zij zich voor haar medegevangenen in en probeerde hen te behoeden voor vernietiging. Maar ook voor Lingens was Auschwitz de hel. In april 1943 kreeg zij vlektyfus en overleefde ternauwernood. Halverwege 1943 werd zij voor twee maanden naar het buitencommando Babitz van Auschwitz overgeplaatst. In december 1944 werd zij naar Dachau getransporteerd, waar ze, onder andere in het Agfacommando, gevangen bleef tot eind april 1945 Dachau door het Amerikaanse leger werd bevrijd.
Daarna moest zij haar leven opnieuw opbouwen. Zoals veel andere concentratiekampoverlevers werd ook zij geplaagd door schuldgevoel: Leef ik, terwijl de anderen in mijn plaats gestorven zijn? vroeg ze zich herhaaldelijk af. In tegenstelling tot veel andere concentratiekampgevangenen begon zij al in 1947 haar herinneringen op te schrijven en haar ervaringen in Auschwitz te analyseren.
In de jaren na de bevrijding, toen het nationaalsocialistische verleden van Oostenrijk werd doodgezwegen, liet Ella Lingens zich er niet van weerhouden aan de misdaden van het verleden te herinneren. Ze ging, ondanks de daarmee verbonden psychische belasting, als ooggetuige naar scholen en lerarenopleidingen, om de volgende generatie over het verleden van fascisme, oorlog en dictatuur te vertellen.
Hoewel ze in het buitenland vereerd en gewaardeerd werd, bleef Ella Lingens in Oostenrijk grotendeels onbekend. Na de oorlog rondde zij haar studie geneeskunde af en werkte in verscheidene klinieken en in de openbare gezondheidszorg. Ze werd adviseur van het ministerie voor gezondheid en milieu en ging in 1973 met pensioen.
In maart 1964 trad Lingens tijdens het eerste Frankfurter Auschwitzproces op als getuige. Jad Wasjem kende Ella Lingens-Reiner en Kurt Lingens in 1980 in Jeruzalem de eremedaille Rechtvaardige onder de Volkeren toe.
Ella Lingens-Reiner stierf op 30 december 2002 in Wenen. Haar zoon Peter Michael Lingens berichtte later: Een paar dagen voor haar dood verliet mijn moeder nog een keer haar bed. Ze steunde tegen de muur van de kamer en van de lange gang en stond plotseling, kennelijk wat verward, in de deur van de woonkamer. Terwijl elk gesprek verstomde, herhaalde ze met angstig opengesperde ogen een enkele zin: "Zullen jullie mij niet verbranden? Jullie zullen mij toch niet verbranden hè?" Ze werd op 10 januari 2003 op de Weense Algemene Begraafplaats bijgezet in een eregraf (groep 40, nummer 90).
In 2003 verscheen haar boek Gefangene der Angst – Ein Leben im Zeichen des Widerstandes, dat door haar zoon, die intussen een van de bekendste journalisten van Oostenrijk geworden was, opnieuw werd uitgegeven. Daarin beschreef ze de jaren van het verzet en haar ervaringen als gevangene in de nationaalsocialistische concentratiekampen.

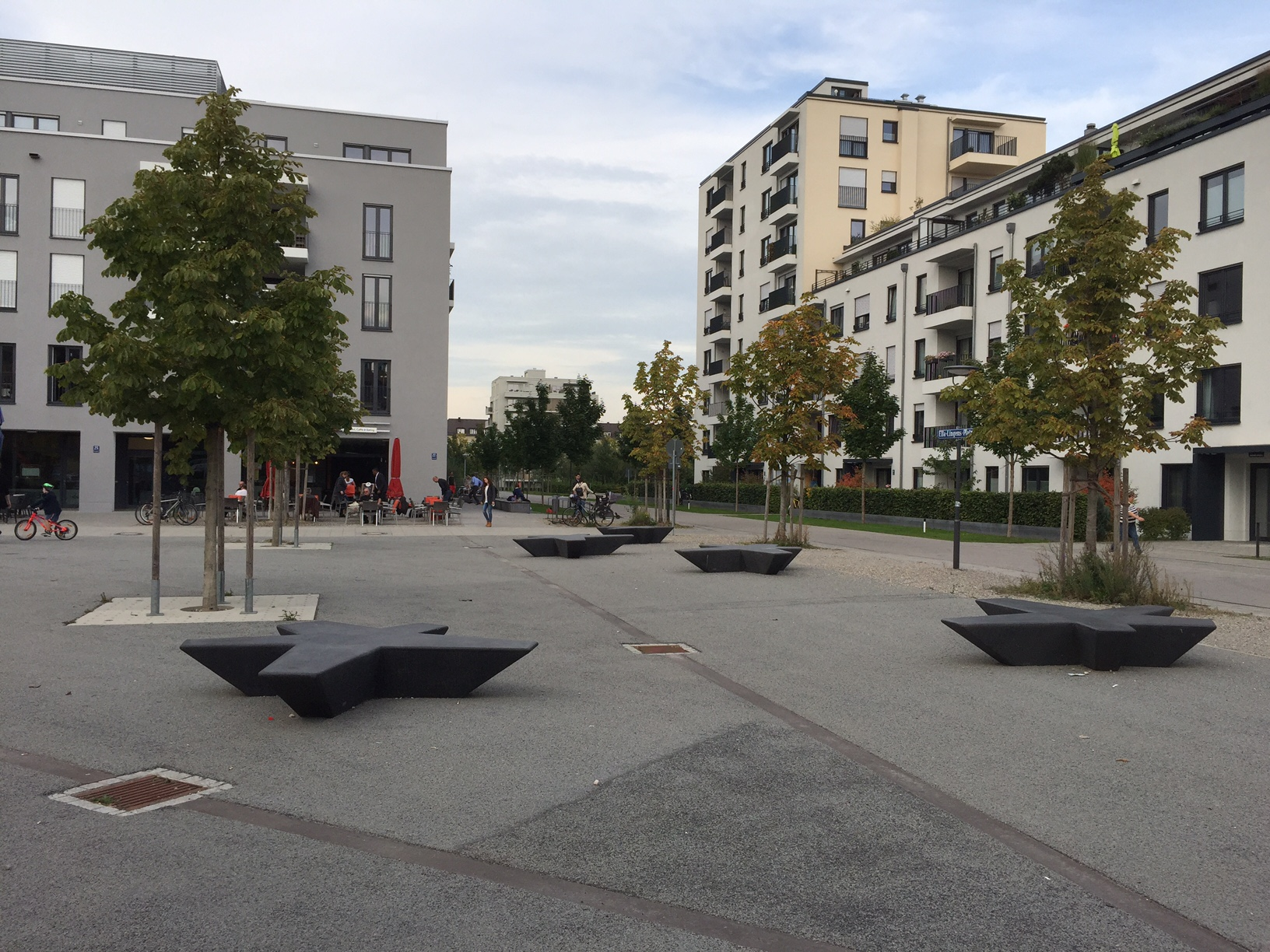
Ella-Lingens-Platz, München-Giesing

## Trivia
- Een Weense middelbare school in Floridsdorf draagt sinds 2006 de naam Ella Lingens Gymnasium.
- In 2012 werd in Wenen Donaustadt de Ella Lingens Straße naar haar genoemd.
- In München werd 2016 in het stadsdeel Giesing de Ella-Lingens-Platz naar haar genoemd.